# جالتلي
جالتلي، (بالإنجليزية: Galtellì)‏، (الإيطالية: ˈaltelˈli)، (سردينيا: Garteddi)، هي بلدية في مقاطعة نوورو، في إقليم سردينيا الإيطالي، وتقع على بعد حوالي 140 كم (87 ميل) شمال شرق كالياري، وحوالي 25 كم (16 ميل) شمال شرق نورو.

## السكان
في سنة 1861 بلغ عدد السكان 771 نسمة، وتطور العدد ليصل في سنة 2011 لـ 2٬472 نسمة.
يظهر هذا المخطط البياني تطور النمو السكاني لـ جالتلي